# Francisco Moreno Martínez
Francisco Moreno Martínez (Mahora, Albacete, 20 de enero de 1931-Albacete, 23 de enero de 2018) fue un ciclista y empresario español, profesional entre 1955 y 1966. Su mayor éxito deportivo lo obtuvo en 1961 al lograr una victoria de etapa en la Vuelta a España.

## Palmarés
1960
- Trofeo Masferrer

1961
- 1 etapa en la Vuelta a España

1963
- 2º en la Vuelta a Navarra